# Мирогоща Друга
Мирого́ща Друга — село в Україні, у Мирогощанській сільській громаді Дубенського району Рівненської області. Населення становить тисяча осіб. У селі багато років прожили письменники Микола Пшеничний і Любов Пшенична. Село Мирогоща славиться своїм Мирогощанським аграрним коледжем, у якому мають можливість навчатись молоді люди з усіх куточків України.
З 1996 року у Мирогощі на Державному іподромі Мирогощанського аграрного коледжу, відбуваються традиційні кінні перегони. Змагання проходять за участю найкращих кіннотників України, а також близького зарубіжжя. Проводити спортивно-кінні змагання запропонував колишній керівник закладу Станіслав Маніковський.

## Географія
Через село тече річка Липка, права притока Ікви.

## Історія
7 (20) листопада 1917 року, відповідно до Третього Універсалу Української Центральної Ради, увійшло до складу Української Народної Республіки. 
На 1936 рік село входило до ґміни Дубно Дубенського повіту. 
12 червня 2020 року, відповідно до розпорядження Кабінету Міністрів України № 722-р від «Про визначення адміністративних центрів та затвердження територій територіальних громад Рівненської області», увійшло до складу Мирогощанської сільської громади.
19 липня 2020 року, в результаті адміністративно-територіальної реформи та ліквідації  Дубенського (1939—2020) району, село увійшло до складу новоутвореного Дубенського району.

## Населення

### Мова
Розподіл населення за рідною мовою за даними перепису 2001 року:
| Мова       | Кількість | Відсоток |
| ---------- | --------- | -------- |
| українська | 1084      | 99.54%   |
| російська  | 3         | 0.28%    |
| словацька  | 1         | 0.09%    |
| вірменська | 1         | 0.09%    |
| Усього     | 1089      | 100%     |

## Рільнича школа
У 2010 році Мирогощанському аграрному коледжу виповнилась поважна дата — 85 літ від дня заснування і початку навчання, а в 2009 — 70-ліття його як середнього спеціального закладу. Обидві дати досить вагомі і значущі.
Отже, про все по порядку.
Як відомо, за Ризьким мирним договором 18 березня 1921 року вимоги Польщі були виконані і до неї відійшла значна частина західноукраїнських земель аж до річок Збруч та Дністер.
Проте економічна ситуація в цей час у Польщі була далеко не найкращою: дошкуляли фінансова криза та інфляція, а також недорід в сільському господарстві. Терміново потрібно було змінювати ситуацію, розвивати економіку і підвищувати кваліфікацію селян.
Уряд В. Грабського домігся, щоб на сеймі схвалили закон про земельну реформу, це сталося у 1925 році. Починаючи з цього часу, організовується підготовка кадрів для села. Того ж року відкрито ряд шкіл, які вчили культури обробітку землі. Такі навчальні заклади з'явились у Рівному, Тернополі, Луцьку, Крем'янці, Здолбунові та Дубні.
З 1925 року в місті Дубні почала діяти професійно-перепідготовча школа — попередниця сільськогосподарського закладу в Мирогощі. Навчання у ній тривало 5 днів на тиждень — із 18.01 до 25.02. В «Адресній книзі» за 1930 рік знаходиться запис про те, що «в Дубні працює школа підвищення кваліфікації», тобто рільнича школа, власником якої була на той час міська рада.
Нове підтвердження існування школи — таблиця-звіт від 31 грудня 1938 року, з якої дізнаємось, що школа в Дубні заснована 1925 року і очолена Єжи Стжигоцкі.
Виявляється, не кожен міг потрапити на навчання в цю школу. Набір складали тільки діти власників землі, заможних селян, незважаючи на вік та освіту. До професійно-перепідготовчої школи, яку згодом перейменували на рільничу, в 1934—1935 роках вступили діти з такою попередньою освітою: 7 класів не мав ніхто, 6 класів — 7 учнів, 5 класів — 1 учень, 4 класи — 10 учнів, 3 класи — 5 учнів, 2 класів — 5 учнів. Рівень підготовки був дуже різний. Створити якусь програму навчання було надзвичайно важко або й неможливо, на що нарікало керівництво школи.
Навчання проводилось польською мовою. Переходячи до старшого класу, православні учні змушені були вибирати: або продовжувати навчання і прилучитись до католицької віри, або
залишити школу.
Після приходу радянської влади на базі рільничої школи було створено Дубенський сільськогосподарський технікум. Очолював його з 1939 року Дмитро Гуменюк (завучем був Якубчук Микола Йосипович).
Матеріальна база тодішнього технікуму не відповідала ніяким вимогам. Кілька ваг із шальками, транспорт — бричка. Навчальне господарство — аж у Смордві Млинівського району, куди планувалось перенести і сам технікум.
Набір студентів у 1939 році становив близько 60 осіб. Вони мали освіту по п'ять-шість класів.
Весною 1940 року прибули новий директор Федір Черніков та завуч Назаренко, а після визволення м. Дубна із 31.05.1944 р. керівниками були: Корж Семен Гаврилович (завуч Воробйова В); із червня 1946 року — Савчук Н. Р. (завуч Пастирнюк, потім Янжула М.); з 1949 року — Чайковський Андрій Степанович (завуч Янжула М. О., потім Пономарьов В. О., тоді Зальцберг Ю. П.); з 1955 року — Лісовицький Юрій Петрович (завучі Зальцберг Ю. П, Вітер П. Г.); з 1960 року — Вітер Пилип Гнатович, тоді Ядуто Павло Костянтинович; з 1961 — Бондаренко Микола Григорович (завуч Ядуто П. К.).

## Сільськогосподарський технікум
Сільськогосподарський технікум, як стверджують очевидці, розташовувався в Дубні, у районі Базарчика, не у центральному приміщенні (там ще стояла військова частина), а в споруді біля нього. Навчання розпочалося вже 5 жовтня 1940 року. Перша ж згадка про відкриття середнього навчального закладу у ЦДАНГ (Центральний Державний архів народного господарства СРСР) належить до 15 вересня 1940 року, де значиться, що технікуму Дубні Рівненської області має відділення рільництва. На той час тут навчалися 71 особа на першому курсі та 63 — на другому.
Важкими були перші кроки. Програми відсутні, тому їх складали самі викладачі, які, на жаль, також мали різний рівень підготовки. Адам Кольський та Маріан Вжосек залишились від попередньої школи, тому розмовляли тільки польською мовою.
Деякі підручники були написані російською мовою. Справжню українську (майже без полонізмів і русизмів) студенти почули від учителів, які приїхали у 1940 році із Східної України. У травні 1941 року на першому курсі навчалося 78 студентів, з них 21 відмінник, на другому курсі — 54 студенти, з них 24 відмінники.
При технікумі працювала бібліотека, яка нараховувала близько 5 тисяч книг.
Віроломний напад нацистів перервав усі позитивні перетворення та плани наших земляків. 25 червня нацисти ввірвалися на територію технікуму. Всі документи були висипані з сейфа, облиті чорнилом, книги винесені на двір і спалені.
Через два місяці технікум у Дубні нацисти закрили і перевели в Шпанів, а в приміщенні навчального закладу зробили пересильний концтабір, їздити у Шпанів можливості і бажання не було, тому через деякий час технікум припинив свою діяльність.
У 1944 році Дубнівський сільськогосподарський технікум рільництва знову почав діяти. Директором призначено Коржа Семена Гавриловича (з 31 травня 1944 року). Газета «Дубнівська Правда» опублікувала умови прийому в технікум.
Вийшов указ про забезпечення прийому демобілізованих воїнів з організацією відповідних курсів підготовки для них, прийом на заочне навчання, консультації та подачу довідкових знань для бажаючих, забезпечення стипендією, гуртожитками, харчуванням, одягом та взуттям.
За наказом № 131 по технікуму від 4 листопада 1945 року, продовжено роботу навчального закладу.
У 1946—1947 н.р. зміцнюється навчальна база технікуму. Навчання проходило в приміщенні палацу графині Шувалової, збудованому в 1850 році.
Тут були кабінети ботаніки і рослинництва, механізації і фізики, хімлабораторія, бібліотека з 2,5 тисяч книг. 6 предметів повністю були забезпечені книгами. Навчальне господарство нараховувало 80-100 га землі, трактор, двоє коней і два вози.
З ростом педколективу та кількості студентів змінилось і керівництво закладу. Директором став Савчук Н. Р.
Після отримання дипломів студентів направляли на роботу в різні області України. Один із студентів був направлений на навчання у виш. Очевидно, це був Вознюк Степан Тихонович, пізніше — ректор Українського інституту інженерів водного господарства, доктор сільськогосподарських наук (нині — Національний університет водного господарства і природокористування).
У 1950—1951 н.р. директором Дубнівського сільськогосподарського технікуму став Чайковський Ананій Степанович, який збудував автономну електростанцію.
В 1950 році відбулося об'єднання колгоспів: ім. Шевченка (с. Молодаво 1), ім. 70-річчя Сталіна (с. Молодаво 2), «Промінь Ілліча» (с. Липа), ім. Л.Українки (с. Костянець), ім. Леніна (с. Мокре) та Мирогощанський колгосп і створено колгосп «Зоря комунізму».
У 1964 році на основі радгоспу «Зоря комунізму» та Дубнівського сільськогосподарського технікуму було створено — Мирогощанський радгосп-технікум. Причому матеріальна база була в Мирогощі, а навчальний заклад — в Дубні. Очолював його на той час Лисов Володимир Іванович, потім — Плисак Федір Архипович (завуч Лисов В. І.), з лютого 1965 року — Плужніков Петро (завуч Андрощук В. 3.).
Мирогоща вже тоді відбудовувалась і розбудовувалась, тому нові корпуси технікуму були здані в 1974 році, тоді ж і відбувся перехід трьох відділів технікуму (агрономічного, механічного, заочного) в Мирогощу.
Очолював заклад з 1967 року Івашківський Володимир Федотович (завучі — Лисов В. І., Андрощук В. З.
У 1964 році розпочалося будівництво студентського містечка. Закінчилося воно лише у 1974 році. Були і перші перемоги. У 1972 році колектив Мирогощанського радгоспу-технікуму був нагороджений Грамотою Президії Верховної Ради СРСР за успіхи в сільському господарстві та хорошу підготовку спеціалістів.
СТУДЕНТСЬКА АЛЬМА-МАТІР
Господарство було чималим, вимагало чіткої організації і вмілого керівництва.
Директором тодішнього радгоспу-технікуму з 3.09.1975 року став Маніковський Станіслав Захарович (завучі — Андрощук В. З., Мартинюк А. А.).
Зміцнювалась навчально-матеріальна база технікуму, розширювався перелік спеціальностей, з яких велася підготовка фахівців. Змінювався і статус закладу, бо із радгоспу-технікуму він у 1995 році згідно з наказом Міністерства сільського господарства України реорганізований у Мирогощанський аграрний коледж (МАК) директор Маніковський Станіслав Захарович. Під його керівництвом було побудовано цілий ряд зручних лабораторних приміщень, майстерень, майданчиків для сільськогосподарської техніки, кормовий двір, спортзал, басейн, охайні гуртожитки.
Багато гарних традицій продовжили наступні керівники цього ж закладу: Шварц Давид Олександрович, який замінив Маніковського С. З. на посаді директора, а згодом Терновик Віктор Ярославович, який на даний час є керівником навчального закладу (завуч — Філон Л. О.).
Нині матеріальна база навчального закладу доволі потужна: 69 навчальних лабораторій та кабінетів, комп'ютерний центр під'єднаний до мережі Internet, лекційний, актовий, спортивний зали, плавальний басейн, бібліотека з читальним залом, яка налічує 69586 книг, стадіон, гуртожитки.
До послуг студентів, яких навчається тут близько 1250, — предметні гуртки, спортивні секції, гуртки художньої самодіяльності, кінноспортивна школа.
Колектив налічує 230 осіб, з них 116 — педагогічні працівники.
Можливо, саме це сприяє тому, що зі стін Мирогощанського аграрного коледжу виходять висококваліфіковані спеціалісти, якими гордиться навчальний заклад. Напевно, немає жодного господарства в області, де б не працювали наші випускники. Серед них — науковці, доктори та кандидати наук, керівники господарств, майстри народної творчості.

## Відомі люди
- Костик Микола Петрович (24.07.1967 - 21.01.2025) - військовий, учасник російсько-української війни. Загинув при виконанні бойового завдання поблизу села Торське Донецької області[7].

## Зображення

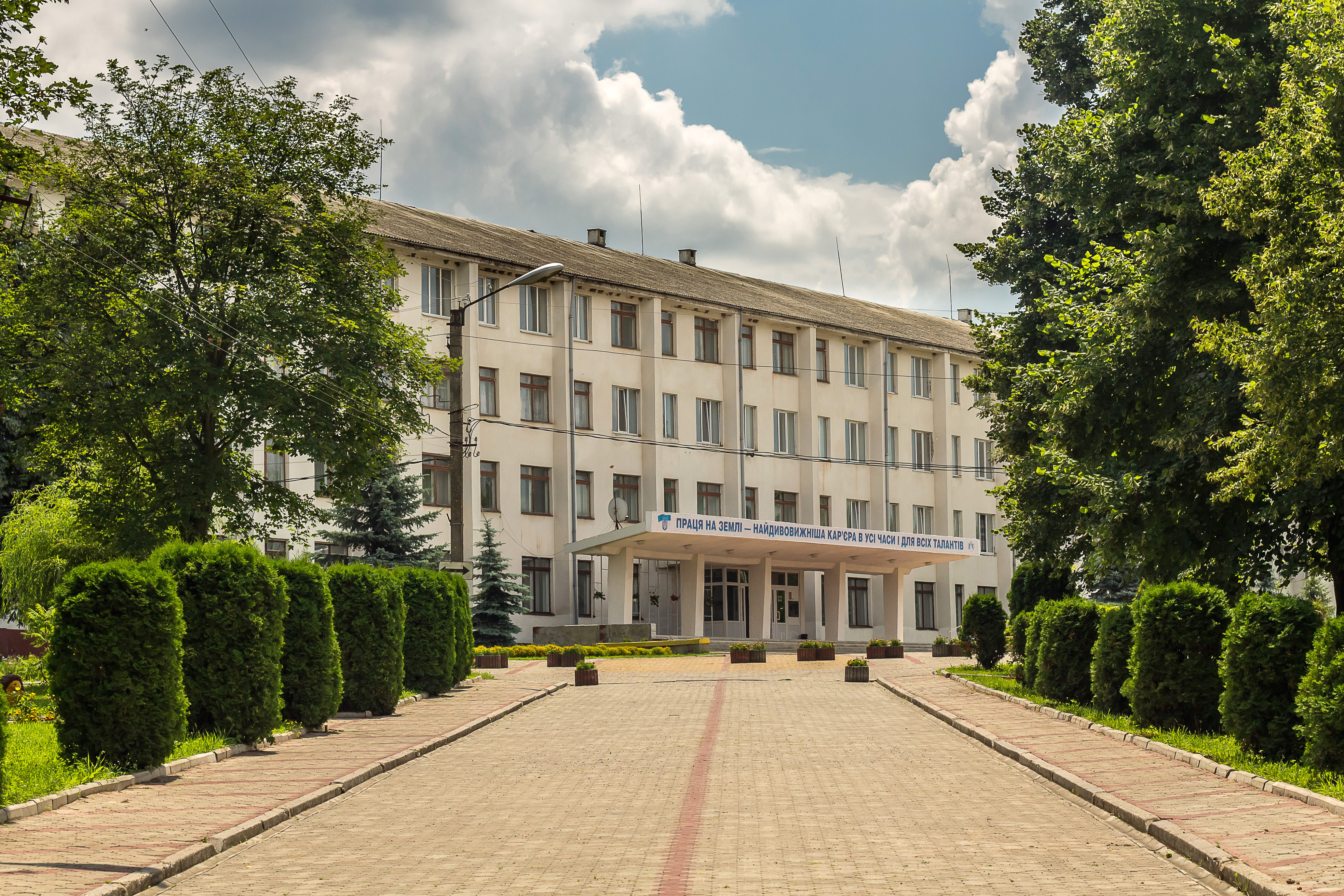
Фасад Мирогощанського аграрного коледжу
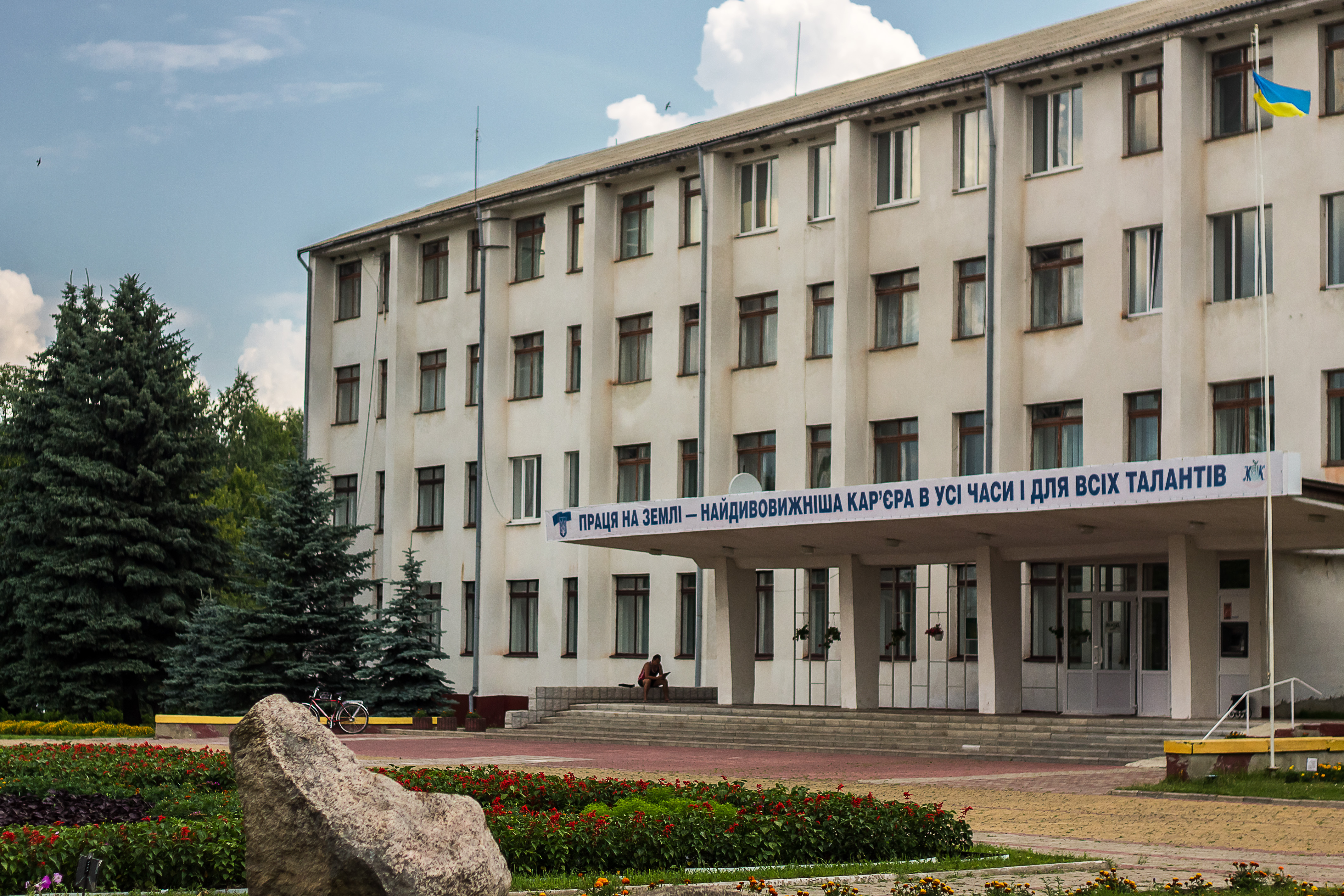
Фасад Мирогощанського аграрного коледжу
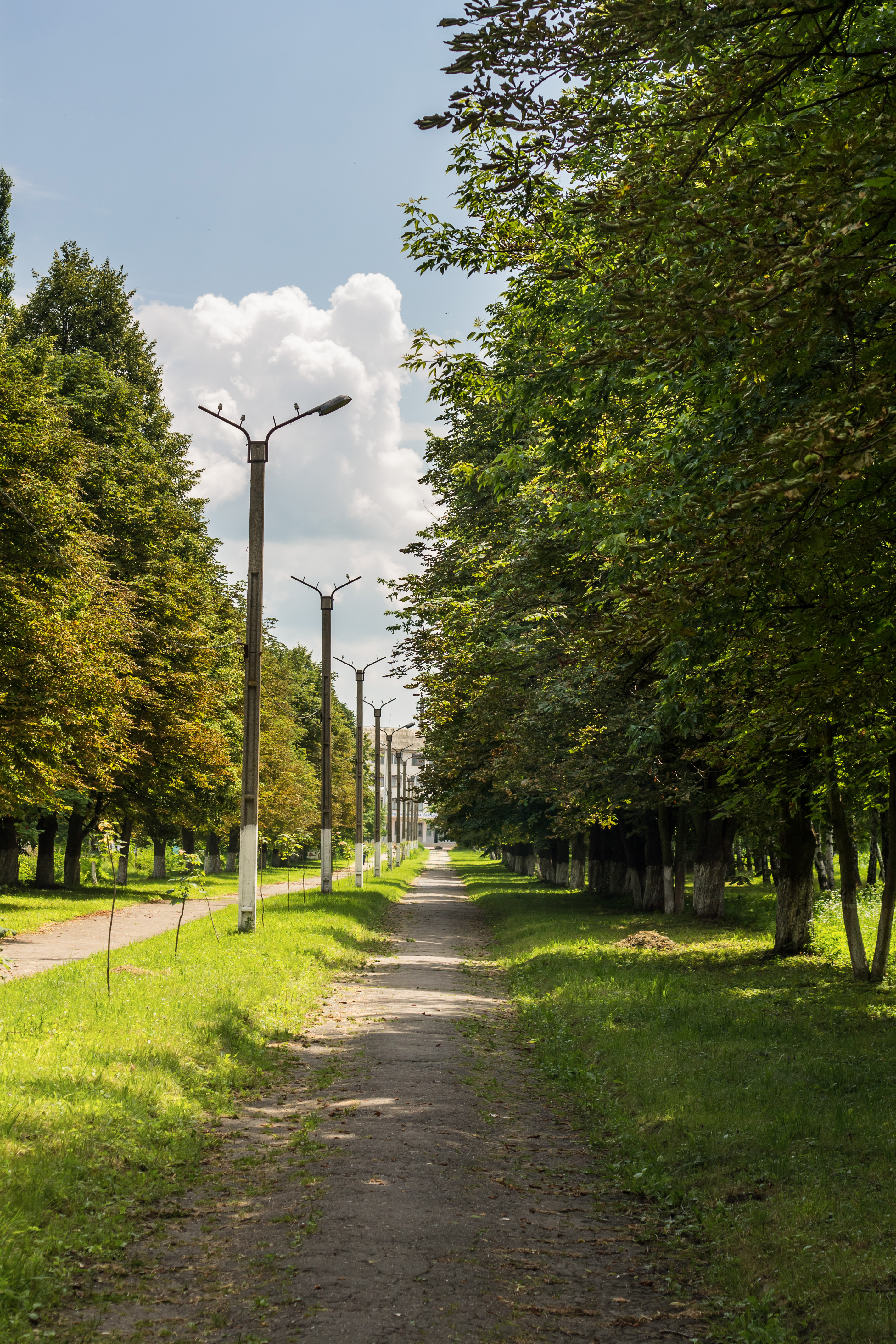
Дорога до Мирогощанського аграрного коледжу